# Лей (провинция)
Лей (тайск. เลย) — провинция в Таиланде. Находится в регионе Исан.

## Географическое положение
Располагается на северо-востоке Таиланда на границе с Лаосом, однако имеет много общего с северо-западной частью страны, и даже носит прозвище «Северо-Восточного Мэхонгсона». Регион окружён горными хребтами, изобилующими различными видами растительности.
Самыми известными вершинами являются Пху Крадынг (именем которой назван крупный национальный парк), Пху Луанг и Пху Рыа.

## Климат
Средняя температура в регионе относительно низка из-за наличия большого количества гор и рек. Однако может непредсказуемо опуститься очень низко зимой или подняться очень высоко летом.
| Показатель                    | Янв. | Фев. | Март | Апр. | Май | Июнь | Июль | Авг. | Сен. | Окт. | Нояб. | Дек. | Год   |
| ----------------------------- | ---- | ---- | ---- | ---- | --- | ---- | ---- | ---- | ---- | ---- | ----- | ---- | ----- |
| Средний суточный максимум, °C | 29   | 32   | 34   | 35   | 33  | 32   | 32   | 31   | 31   | 30   | 29    | 28   | 31,3  |
| Средний суточный минимум, °C  | 13   | 16   | 19   | 21   | 23  | 23   | 23   | 23   | 22   | 21   | 18    | 14   | 19,7  |
| Норма осадков, мм             | 6    | 17   | 37   | 95   | 213 | 164  | 159  | 177  | 226  | 117  | 17    | 3    | 1,231 |

## Административно-территориальное деление
Провинция разделена на 14 районов (Ампхе), которые подразделяются на 89 коммун (тамбоны) и 839 сёл (мубаны):
| 1. Мыанг Лей 2. На Дуанг 3. Чан Кхан 4. Пак Чом 5. Дан Сай 6. На Хэо 7. Пху Рыа | 1. Тха Ли 2. Ванг Сапхунг 3. Пху Крадынг 4. Пху Луанг 5. Пха Кхао 6. Эраван 7. Нонг Хин |

## Экономика
Основной доход провинции приносит сельское хозяйство — в основном, выращивание различных зерновых культур: орехов макадамия, маракуйи и аравийского кофе в высокогорье, бананов, кунжута и каучука в долинах.
Важной статьёй доходов является туризм.

## Туризм
Провинция Лей привлекает своими природными красотами в основном экотуристов. Интересны также и некоторые культурные традиции: в частности, фестиваль Пхи Та Кхон.